# Duidagrasgors
De duidagrasgors (Emberizoides duidae) is een zangvogel uit de familie Thraupidae (tangaren).

## Verspreiding en leefgebied
Deze soort is endemisch in de tepuis van zuidelijk Venezuela.